# ويليام برستون (سياسي)
ويليام برستون (بالإنجليزية: William Preston)‏ هو سياسي أمريكي، ولد في 25 ديسمبر 1729، وتوفي في 28 يونيو 1783.